# Antoni Sanocki
Antoni Sanocki (cca 1804 – 4. září 1889 Lipowiec) byl rakouský lékař a politik polské národnosti z Haliče, během revolučního roku 1848 poslanec Říšského sněmu.

## Biografie
9. července 1829 absolvoval Jagellonskou univerzitu v Krakově. Roku 1845 se uvádí coby hornický lékař v obci Jaworzna.
Během revolučního roku 1848 se zapojil do veřejného dění. V doplňovacích volbách 13. prosince 1848 byl místo Adama Józefa Potockého zvolen i na ústavodárný Říšský sněm. Volba byla potvrzena v únoru 1849. Ve sněmovně už byl přítomen v lednu 1849. Zastupoval volební obvod Krakov IV. Uváděl se jako Dr. Antoni Sanocki, lékař.
Zemřel v září 1889 ve věku 85 let.